# رحمت أباد (استر أباد)
رحمت أباد (بالفارسية: رحمت‌آباد) هي قرية تقع في إيران في قسم استر أباد الریفي. يقدر عدد سكانها بـ 2,493 نسمة .